# Kaja Grobelna
Kaja Grobelna (Radom, 4 januari 1995) is een Belgische volleybalster. Ze speelt als opposite. 

## Levensloop
Grobelna werd geboren in Polen, maar emigreerde op 2,5-jarige leeftijd met haar ouders naar België. Tijdens haar jeugd speelde ze voor VC Kapellen en Fixit Volley Kalmthout.
In 2012 maakte ze op 17-jarige leeftijd haar debuut op het hoogste niveau bij Asterix Kieldrecht waarmee ze in 2014 en 2015 Belgisch kampioen werd. Ze won met Kieldrecht ook tweemaal de Belgische volleybalbeker. Individueel werd ze ook tweemaal uitgeroepen tot speelster van het jaar. In 2013 verwierf ze de Belgische nationaliteit.
Op 17 juni 2015 raakte bekend dat Grobelna de overstap maakt naar Allianz MTV Stuttgart, de vice-kampioen van Duitsland. Voor de seizoenen 2016/17 en 2017/18 speelde ze bij het Poolse Budowlani Łódź. Vervolgens maakte ze de overstap naar Italië, alwaar ze een seizoen bij UYBA uitkwam en sinds seizoen 2019-'20 voor Chieri '76 Volleyball.
Sinds haar naturalisatie maakt ze ook deel uit van de Belgische nationale volleybalploeg. In 2013 won ze met de Yellow Tigers de bronzen medaille op het Europees kampioenschap volleybal vrouwen 2013. Op de Europese Spelen 2015 in Bakoe eindigde ze met de Yellow Tigers op de 5e plaats.
Haar broer Igor en hun vader (Dariusz) zijn eveneens actief in het volleybal.

## Palmares

### Individueel
Asterix Kieldrecht
- 2014, 2015: Belgische speelster van het jaar

### Nationaal team
- 2013 -  EK
- 2015 - 5e Europese Spelen